# Allochernes balcanicus
Allochernes balcanicus är en spindeldjursart som beskrevs av Hadzi 1938. Allochernes balcanicus ingår i släktet Allochernes och familjen blindklokrypare. Inga underarter finns listade i Catalogue of Life.